# Ševiot

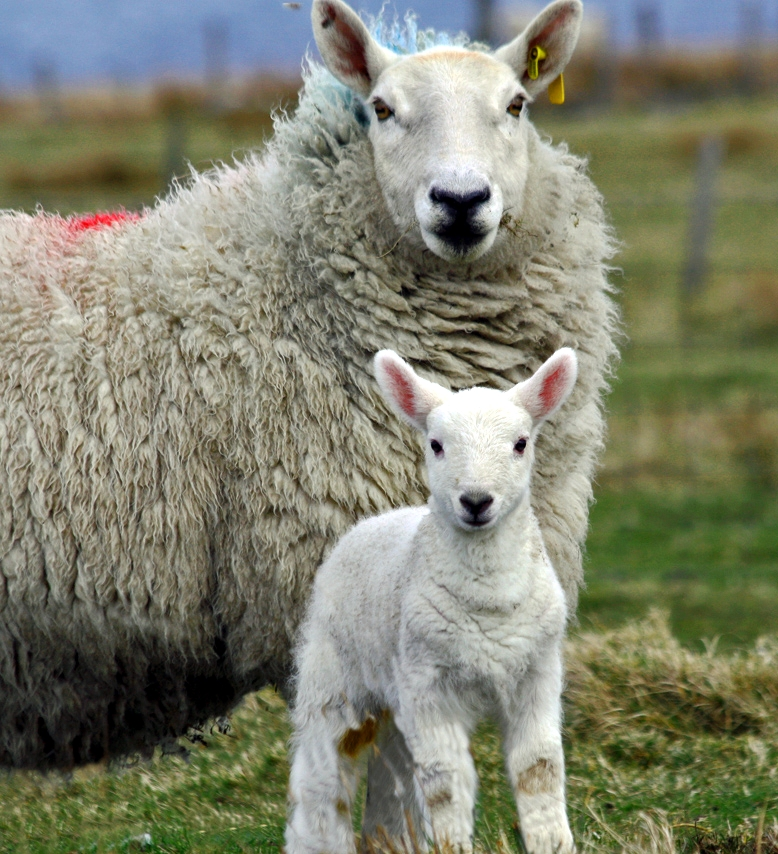
Ovce s jehnětem v Cheviot Hills

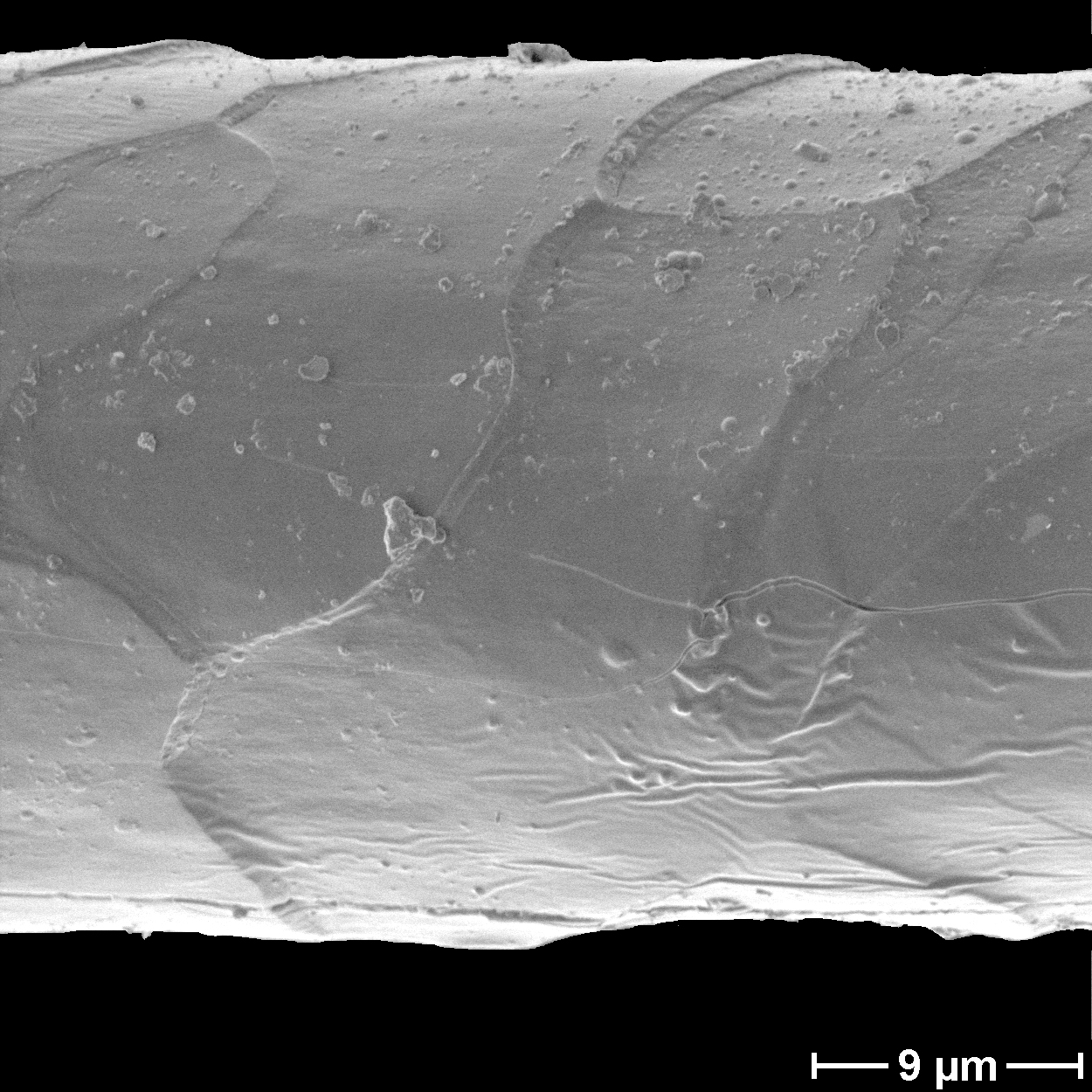
Vlákno ševiotové vlny 3500 x zvětšené

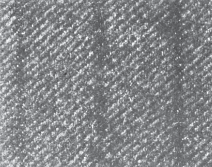
Šatová tkanina: osnova saxony merino, útek ševiotová vlna, mírně postřihovaná, počesávaná (asi z roku 1910)

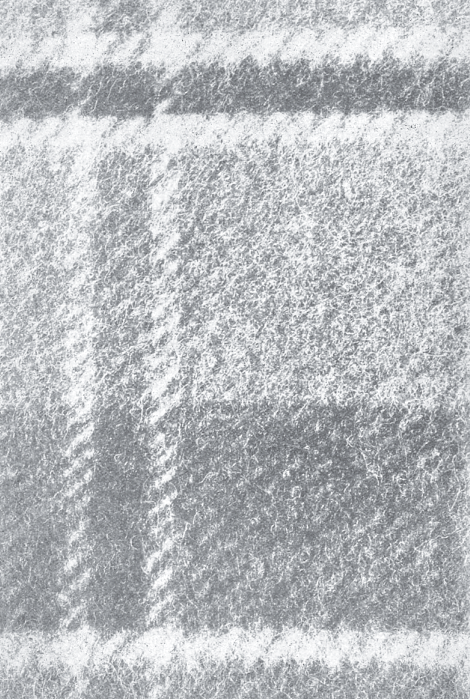
Ševiotová přikrývka z irské vlny (začátek 20. století)

Ševiot je tradiční obchodní označení pro pružnou, poměrně hrubou vlnařskou tkaninu s tužším omakem.

## Ševiotové ovce
První zmínka o ovcích jako „malé, ale houževnaté rase“ na Cheviotském pohoří pochází asi z roku 1370. V roce 1791 byla založena organizace chovatelů British Wool Society. V jejím rámci se zasloužil britský ekonom baron John Sinclair o výhodné podmínky k chovu ovcí a dal podnět k označení tamější rasy jménem Cheviot.
V 21. století se chovají ševioty mimo Cheviotského pohoří v jižním Skotsku a na jihu Walesu jako jedno z více než 60 plemen ovcí registrovaných (2010) u British Wool Society. Zvířata se chovají z velké části na maso, na ročním britském prodeji surové vlny asi 1,5 kilotun (0,1 % světové produkce) se podílí ševiot jen malou, veřejně neznámou částkou. Ševiotové ovce jsou známé také v Austrálii, Novém Zélandu a v USA.

## Ševiotová vlna

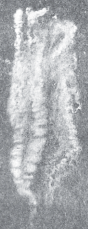
Stapl ševiotové vlny, délka asi 11 cm (snímek z roku 1916)

je dlouhovlákenný, málo zkadeřený materiál se staplovou dékou 8–12 cm  a jemností 30,5–33 µm. Vlákna mají bílou barvu, roční výnos ze zvířete dosahuje 2-3 kg surové vlny. Česaná ševiotová vlna se dá vypřádat asi do jemnosti 14 tex.
Nepraná ševiotová vlna se prodávala např. v roce 2018 za 1,08 €/kg.
V 21. století je na trhu odrůda ševiotu známá pod jménem Perendale. Je to kříženec Border Cheviot/Romney původem (v roce 1956) z Nového Zélandu s jemnotí vlákna 28-32 µm.

## Příze a tkaniny
Pod označením cheviot (nebo ševiot) se původně vyráběly mykané a česané příze jen z vlny ševiotských ovcí, v 21. století jsou však známé stejnojmenné výrobky také z vlny jiných druhů ovcí i směsi vlny s umělými vlákny.
V 18. a 19. století se ručně předené, skané příze ze ševiotové vlny známé pod označením harasové používaly se např. na tkané stuhy.
Oděvní tkaniny (z konce 20. století) se vyráběly většinou v keprové vazbě např. ze skané příze 125 tex x 2 v dostavě 10x10 nití/cm, mírně valchované a kalandrované. V 21. století se ševiotové tkaniny používají také na nábytkové potahy a na koberce.
Příze na ruční pletení se vyrábějí např. v jemnostech 325 tex x 2 a 316 tex x 3.